# Вулканова мрежа
Вулканова мрежа невидљива мрежа коју је Вулкан био разапео над брачном постељом и у њу ухватио своју неверну жену Афродиту (Венеру) с богом Аресом (Марсом), Хомер (Одисеја VIII, 270 ss.).